# 7082 La Serena
7082 La Serena è un asteroide della fascia principale. Scoperto nel 1987, presenta un'orbita caratterizzata da un semiasse maggiore pari a 3,1146763 UA e da un'eccentricità di 0,1448157, inclinata di 15,81633° rispetto all'eclittica.